# St Michel-Preference Home-Auber93
La St Michel-Preference Home-Auber93, già St Michel-Auber 93, BigMat e Auber 93, è una squadra maschile francese di ciclismo su strada. Attiva nel professionismo dal 1994, ha licenza di Continental Team, terza divisione del ciclismo mondiale.
La squadra costituisce l'emanazione agonistica della società ciclistica Auber 93, basata nel sobborgo parigino di Aubervilliers, ed è diretta dal general manager e responsabile tecnico Stéphane Javalet. Nella storia del team, attivo nel dilettantismo sin dal 1948 e nel professionismo dal 1994, si contano cinque partecipazioni al Tour de France, con una vittoria di tappa nell'edizione 1996 a opera di Cyril Saugrain, e diversi successi nelle semiclassiche della Coppa di Francia.

## Cronistoria

### Annuario
Aggiornato al 1º gennaio 2025.
| Anno | Codice | Nome                               | Cat.  | Biciclette | Dirigenza |
| ---- | ------ | ---------------------------------- | ----- | ---------- | --- |
| 1994 | AUB    | Aubervilliers 93-Peugeot           | -     | Peugeot    | Manager: Louis Mattei Dir. sportivi: Stéphane Javalet, Antoine Fraioli, Serge Guyot                                    |
| 1995 | AUB    | Aubervilliers 93-Peugeot           | -     | Peugeot    | Manager: Louis Mattei Dir. sportivi: Stéphane Javalet, Antoine Fraioli, Serge Guyot                                    |
| 1996 | AUB    | Aubervilliers 93-Peugeot           | GSII  | Peugeot    | Manager: Louis Mattei Dir. sportivi: Stéphane Javalet, Pascal Dubois                                                   |
| 1997 | BIG    | BigMat-Auber 93                    | GSII  | Peugeot    | Manager: Louis Mattei Dir. sportivi: Stéphane Javalet, Pascal Dubois                                                   |
| 1998 | BIG    | BigMat-Auber 93                    | GSII  | Peugeot    | Manager: Stéphane Javalet Dir. sportivi: Stéphane Javalet, Pascal Dubois, Jean-Jacques Henry                           |
| 1999 | BIG    | BigMat-Auber 93                    | GSII  | Look       | Manager: Stéphane Javalet Dir. sportivi: Stéphane Javalet, Pascal Dubois, Jean-Jacques Henry                           |
| 2000 | BIG    | BigMat-Auber 93                    | GSII  | Look       | Manager: Stéphane Javalet Dir. sportivi: Stéphane Javalet, Pascal Dubois, Jean-Jacques Henry                           |
| 2001 | BIG    | BigMat-Auber 93                    | GSII  | Look       | Manager: Stéphane Javalet Dir. sportivi: Stéphane Javalet, Thierry Bourguignon, Jean-Jacques Henry                     |
| 2002 | BIG    | BigMat-Auber 93                    | GSI   | Gitane     | Manager: Stéphane Javalet Dir. sportivi: Stéphane Javalet, Thierry Bourguignon, Pascal Dubois, Jean-Jacques Henry      |
| 2003 | BIG    | BigMat-Auber 93                    | GSII  | Gitane     | Manager: Stéphane Javalet Dir. sportivi: Stéphane Javalet, Thierry Bourguignon, Jean-Jacques Henry                     |
| 2004 | BIG    | Auber 93                           | GSIII | BH         | Manager: Stéphane Javalet Dir. sportivi: Stéphane Javalet, Jean-Baptiste Souquet                                       |
| 2005 | AUB    | Auber 93                           | CT    | BH         | Manager: Stéphane Javalet Dir. sportivi: Stéphane Javalet, Guy Gallopin                                                |
| 2006 | AUB    | Auber 93                           | CT    | BH         | Manager: Stéphane Javalet Dir. sportivi: Stéphane Javalet, Guy Gallopin                                                |
| 2007 | AUB    | Auber 93                           | CT    | BH         | Manager: Stéphane Javalet Dir. sportivi: Stéphane Javalet, Guy Gallopin                                                |
| 2008 | AUB    | Auber 93                           | CT    | BH         | Manager: Stéphane Javalet Dir. sportivi: Stéphane Javalet, Stéphan Gaudry                                              |
| 2009 | AUB    | Auber 93                           | CT    | Look       | Manager: Stéphane Javalet Dir. sportivi: Stéphane Javalet, Guy Gallopin, Stéphan Gaudry                                |
| 2010 | AUB    | BigMat-Auber 93                    | CT    | Look       | Manager: Stéphane Javalet Dir. sportivi: Stéphane Javalet, Guy Gallopin, Stéphan Gaudry                                |
| 2011 | AUB    | BigMat-Auber 93                    | CT    | Look       | Manager: Stéphane Javalet Dir. sportivi: Stéphane Javalet, Guy Gallopin, Stéphan Gaudry                                |
| 2012 | AUB    | Auber 93-BigMat                    | CT    | Look       | Manager: Stéphane Javalet Dir. sportivi: Stéphane Javalet, Guy Gallopin, Stéphan Gaudry                                |
| 2013 | BIG    | BigMat-Auber 93                    | CT    | Look       | Manager: Stéphane Javalet Dir. sportivi: Stéphane Javalet, Guy Gallopin, Stéphan Gaudry                                |
| 2014 | BIG    | BigMat-Auber 93                    | CT    | Look       | Manager: Stéphane Javalet Dir. sportivi: Stéphane Javalet, Guy Gallopin, Stéphan Gaudry                                |
| 2015 | AUB    | Auber 93                           | CT    | BH         | Manager: Stéphane Javalet Dir. sportivi: Stéphane Javalet, Guy Gallopin, Stéphan Gaudry                                |
| 2016 | AUB    | HP-BTP Auber 93                    | CT    | TIME       | Manager: Stéphane Javalet Dir. sportivi: Stéphane Javalet, Stéphan Gaudry                                              |
| 2017 | AUB    | HP BTP-Auber 93                    | CT    | TIME       | Manager: Stéphane Javalet Dir. sportivi: Stéphane Javalet, Stéphan Gaudry                                              |
| 2018 | AUB    | St Michel-Auber 93                 | CT    | Fuji       | Manager: Stéphane Javalet Dir. sportivi: Stéphane Javalet, Stéphan Gaudry                                              |
| 2019 | AUB    | St Michel-Auber 93                 | CT    | Fuji       | Manager: Stéphane Javalet Dir. sportivi: Stéphane Javalet, Stéphan Gaudry                                              |
| 2020 | AUB    | St Michel-Auber 93                 | CT    | Ridley     | Manager: Stéphane Javalet Dir. sportivi: Stéphane Javalet, Stéphan Gaudry                                              |
| 2021 | AUB    | St Michel-Auber 93                 | CT    | Ridley     | Manager: Stéphane Javalet Dir. sportivi: Stéphane Javalet, Stéphan Gaudry                                              |
| 2022 | AUB    | St Michel-Auber 93                 | CT    | Cannondale | Manager: Stéphane Javalet Dir. sportivi: Stéphane Javalet, Simon Arnold, Charlotte Bravard, Stéphan Gaudry             |
| 2023 | AUB    | St Michel-Auber 93                 | CT    | Cannondale | Manager: Stéphane Javalet Dir. sportivi: Stéphane Javalet, Simon Arnold, Charlotte Bravard, Stéphan Gaudry             |
| 2024 | AUB    | St Michel-Mavic-Auber 93           | CT    | Cannondale | Manager: Stéphane Javalet Dir. sportivi: Stéphane Javalet, Simon Arnold, Charlotte Bravard, Stéphan Gaudry, Tony Hurel |
| 2025 | AUB    | St Michel-Preference Home-Auber 93 | CT    | Cannondale | Manager: Stéphane Javalet Dir. sportivi: Stéphan Gaudry, Simon Arnold, Tony Hurel, Stéphane Javalet, Léo Peters        |

### Classifiche UCI
Aggiornato al 15 febbraio 2021.
| Anno | Classifica | Pos. | Migliore cl. individuale  |
| ---- | ---------- | ---- | ------------------------- |
| 1995 | -          | 33º  | Lylian Lebreton (274º)    |
| 1996 | -          | 33º  | Christophe Capelle (221º) |
| 1997 | -          | 33º  | Pascal Lino (163º)        |
| 1998 | -          | 30º  | Pascal Lino (159º)        |
| 1999 | GSII       | 10º  | Lylian Lebreton (304º)    |
| 2000 | GSII       | 31º  | Christophe Capelle (337º) |
| 2001 | GSII       | 11º  | Stéphane Heulot (89º)     |
| 2002 | GSI        | 29º  | Félix García Casas (65º)  |
| 2003 | GSII       | 23º  | Aleksej Sivakov (440º)    |
| 2004 | GSIII      | 10º  | Ludovic Auger (322º)      |
| 2005 | Europe T.  | 23º  | Tristan Valentin (85º)    |
| 2006 | Europe T.  | 27º  | Rene Mandri (112º)        |
| 2007 | Europe T.  | 29º  | Niels Brouzes (86º)       |
| 2008 | Europe T.  | 19º  | Steve Chainel (22º)       |
| 2009 | Europe T.  | 30º  | Maxime Méderel (162º)     |
| 2010 | Europe T.  | 40º  | Maxime Méderel (173º)     |
| 2011 | Europe T.  | 22º  | Sylvain Georges (40º)     |
| 2012 | Europe T.  | 41º  | Steven Tronet (71º)       |
| 2013 | Europe T.  | 32º  | Mathieu Drujon (96º)      |
| 2014 | Europe T.  | 32º  | Stéphane Rossetto (56º)   |
| 2015 | Europe T.  | 24º  | Steven Tronet (55º)       |
| 2016 | Europe T.  | 22º  | Romain Feillu (33º)       |
| 2017 | Europe T.  | 14º  | Flavien Dassonville (58º) |
| 2018 | Europe T.  | 21º  | Damien Touzé (126º)       |
| 2019 | Europe T.  | 28º  | Alo Jakin (205º)          |
| 2020 | Europe T.  | 60º  | Anthony Maldonado (392º)  |
| 2021 | Europe T.  | 26º  | Jason Tesson (122º)       |

## Palmarès
Aggiornato al 31 dicembre 2017.

### Grandi Giri
- Giro d'Italia

Partecipazioni: 0
- Tour de France

Partecipazioni: 5 (1996, 1997, 1998, 1999, 2001)
Vittorie di tappa: 1
1996: 1 (Cyril Saugrain)
Vittorie finali: 0
Altre classifiche: 0
- Vuelta a España

Partecipazioni: 1 (2002)
Vittorie di tappa: 0
Vittorie finali: 0
Altre classifiche: 0

### Campionati nazionali
- Campionati britannici: 1

Cronometro: 2001 (Jeremy Hunt)
- Campionati estoni: 13

In linea: 2014 (Alo Jakin)
- Campionati francesi: 3

In linea: 2000 (Christophe Capelle); 2015 (Steven Tronet)

## Organico 2025
Aggiornato al 1º agosto 2025.

### Staff tecnico
|  | Naz.               | Ruolo  | Sportivo         |  |  |  |
|  | ------------------ | ------ | ---------------- |  |  |  |
|  | Francia (bandiera) | GM, DS | Stéphane Javalet |  |  |  |
|  | Francia (bandiera) | DS     | Simon Arnold     |  |  |  |
|  | Francia (bandiera) | DS     | Stéphan Gaudry   |  |  |  |
|  | Francia (bandiera) | DS     | Tony Hurel       |  |  |  |
|  | Francia (bandiera) | DS     | Léo Peters       |  |  |  |

### Rosa
|  | Naz.                 |  | Sportivo           | Anno |  |  |
|  | -------------------- |  | ------------------ | ---- |  |  |
|  | Francia (bandiera)   |  | Lucas Beneteau     | 2002 |  |  |
|  | Francia (bandiera)   |  | Nicolas Breuillard | 2000 |  |  |
|  | Francia (bandiera)   |  | Romain Cardis      | 1992 |  |  |
|  | Francia (bandiera)   |  | Thomas Champion    | 1999 |  |  |
|  | Francia (bandiera)   |  | Théo Delacroix     | 1999 |  |  |
|  | Francia (bandiera)   |  | Jérémy Lecroq      | 1995 |  |  |
|  | Francia (bandiera)   |  | Alan Riou          | 1997 |  |  |
|  | Francia (bandiera)   |  | Yohann Simon       | 2001 |  |  |
|  | Sudafrica (bandiera) |  | Morné Van Niekerk  | 1995 |  |  |